# Papillaria crispifolia
Papillaria crispifolia là một loài Rêu trong họ Meteoriaceae. Loài này được Broth. & Geh. mô tả khoa học đầu tiên năm 1898.